# RateMyProfessors.com
RateMyProfessors.com（RMP）は、1999年5月にカリフォルニア州メンローパークのソフトウェアエンジニア、ジョン・スワプセインスキーによって設立されたレビューサイト。アメリカ、カナダ、イギリスの教育機関の教授やキャンパスに評価をつけることができる。当初はTeacherRatings.comとして開設され、2001年にRateMyProfessorsに変更された。
RMPは2005年にパトリック・ネーグルとウィリアム・デサンティスによって買収され、2007年にRMPをバイアコムのMTVU（MTVのカレッジチャンネル）に転売した。その後、バイアコムは10年間RateMyProfessors.comを所有・運営した。2018年に、チェダーがバイアコムからRMPの買収を発表した。
RMPには8,000以上の学校、170万人の教授、1,900万件以上の評価が掲載されている。

## 評価とレビュー
RMPでは、掲載されている教授に対する評価やレビューを投稿することができる。まだ掲載されていない個人を掲載することもできる。
投稿するには、コースおよび教授を「総合的な質」と「難易度」というカテゴリーごとに1～5段階で評価する必要がある。また、評価者は、その教授の講義を再度受講するかどうか、その授業が単位取得のために受講されたかどうか、出席が必須であったかどうか、教科書を使用したかどうか、その授業でどのような成績を取ったかなどを共有することができる。さらに、評価者は350文字までのコメントを記載することができる。
RMPでは、ユーザーがアカウントを作成する必要がないため、学生以外や教授自身も評価を投稿することができる。また、評価者は教授を説明するタグを（20のリストから）3つまで選択することができる。

## 受講学生による授業評価との相関性
メイン大学の426名の教授のデータを用いて、RMP指標と正式な授業中の学生による授業評価（SET）との関係を調べた。この研究により、2つの主要なRMP指標は、それぞれのSET項目との相関が弱いことが判明した。第一に、RMPの 「全体的な質」は、 「全体的に講師をどのように評価するか」というSETの項目とr=0.68の相関を示した。第二に、RMPの「容易さ」は、 「このコースの仕事量は、他の同単位のコースと比べてどうでしたか？」というSETの項目とr=0.44の相関を示した。さらに、RMPの「総合的な質」（r = 0.57）とRMPの「容易さ」（r = 0.51）はそれぞれ、全29のSET項目の主成分分析から得られた対応するSET因子と相関していた。研究者らは、「これらのRMP/SET相関は、RMP指標を無意味なものとして否定する人々に一考を促すべきであるが、SET基準において説明できない分散の量は、RMPの有用性を制限するものである」と結論づけた。

## 批判

### 学生である身分証明
RMPでは、ユーザーが投稿前にアカウントを作成したりログインしたりする必要がないため、レビューが実際にそのコースを受講した学生によって投稿されたものであるという保証はない。物議を醸すような政治的テーマを研究対象としている教授や、女性教授や有色人種の教授は、学生のふりをしたその政治的意見や学問を嫌う人々によって罵詈雑言が投稿されるケースがある。一例として、イスラム・インド史の研究者であるラトガース大学のオードリー・トゥルシュケ教授のRMPページは、ヒンドゥー至上主義者によって日常的に利用され、彼女の解雇を求める中傷的なレビューが投稿されている。

### 一人につき複数の評価
RMPでは、一個人が一人の教授に対して複数の評価を行うことが可能である。RMPは、1つのIPアドレスからこのような複数の評価を行うことは許可していないものの、複数の異なるコンピュータを使用する評価者や、IPアドレスを「詐称」する評価者を管理することはできないと認めている。また、ある教授のコースを評価した人が実際にそのコースを受講したかどうかを知る方法はないため、教授が自分自身や他の教授を評価することも可能である。

## 情報漏洩
2016年1月11日に、RMPは電子メールおよびウェブサイト上の通知リンクを通じて、廃止された版のRMPのウェブサイトで、電子メールアドレス、パスワード、および登録日に影響するデータ侵害が発生したことをユーザーに通知した。カリフォルニア州司法省のウェブサイトによると、セキュリティ侵害は通知の6週間前の2015年11月26日頃に発生した。

## 表彰
2008年、RMPはタイム誌の2008年ベストウェブサイト50のひとつに選ばれた。
2008年、フォーブス誌が毎年発表する「アメリカの最優秀大学」リストでは、RMP上の評価が、学校評価の25％を占めていた。この取り組みは現在は行われていない。
2015年には、ピープルズ・チョイス・ウェビー賞を2つ受賞した。

## 競合
2001年に、同様の教師評価フォーラムであるRateMyTeachersがパトリック・ネーグルによって立ち上げられた。